# Día de las barricadas (1588)

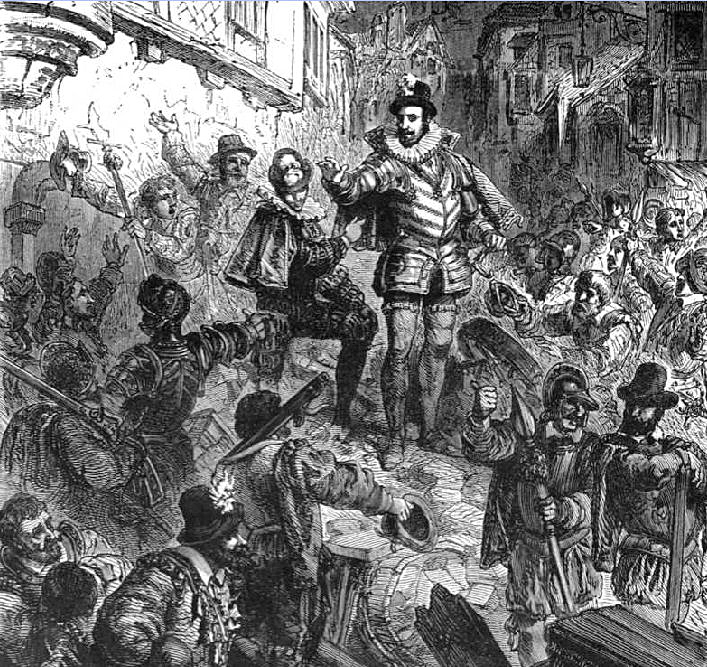
El duque de Guisa en el día de las barricadas, por Paul Lehugeur.

El día de las barricadas de 1588 es el levantamiento popular que estalló en París el 12 de mayo de dicho año, durante la Octava Guerra de Religión de Francia. La sublevación fue dirigida por el Consejo de los Dieciséis (formado por los jefes policiales de los dieciséis barrios en los que se dividía París en aquellos días) y por el duque de Guisa.

## Acontecimientos
Esta sublevación tuvo por causa principal la animosidad del pueblo hacia el rey Enrique III de Francia, sospechoso de tratar de nombrar como sucesor al trono a un protestante, Enrique de Navarra, futuro Enrique IV de Francia. Este fue el principal motivo que llevó al pueblo de París a alinearse tras el duque de Guisa, jefe de la Santa Liga, quien, a pesar de la prohibición real que se lo impedía, se atrevió a regresar a la capital. Bajo estas circunstancias, el rey, desconfiado y temiendo por su vida, mandó llamar a la ciudad a varios regimientos de guardias suizos y franceses. Con esta medida, el rey violó un antiguo privilegio de la ciudad de París que prohibía el alojamiento en la ciudad de tropas extranjeras. El quebranto de este fuero, unido al temor que se extendió entre los parisinos de que se arrestara a los líderes católicos más destacados, contribuyó a la exasperación de los ánimos.
El 12 de mayo se vieron las primeras barricadas en la plaza Maubert (actual V Distrito de París) y, posteriormente, se erigieron más en los principales puntos defensivos de la ciudad. Fue la primera vez que la historia de París contempló el levantamiento de dichas estructuras, de ahí el nombre de "Día de las barricadas", por ser la barrica, precisamente, el material que más se utilizó para su construcción. La jornada terminó con la muerte de 60 soldados, la victoria del duque de Guisa, que le permitió dominar la ciudad de París, y la huida del rey Enrique III, primero a Saint-Cloud, después a Chartres y Rouen y, finalmente, al castillo de Blois.
Aprovechando su victoria, el 15 de julio de 1588 Enrique de Guisa hizo firmar a Enrique III un edicto conocido como el "Edicto de Unión de 1588", por el que el rey se comprometía a "extirpar la herejía del reino" y a no firmar "ninguna paz ni tregua con los herejes". En los Estados Generales convocados en Blois, el rey fue obligado a convertir el edicto en ley fundamental e irrevocable del reino. Convencido de que solo la eliminación de los Guisa le permitiría librarse de su dominación, Enrique III mandó asesinar al duque de Guisa el 25 de diciembre de 1588, y a su hermano, el cardenal de Lorena, al día siguiente.
Enrique III sería asesinado al año siguiente por un miembro de la liga, Jacques Clément. Su sucesor Enrique IV, derrotado en el sitio de París (1590), no pudo entrar en la capital hasta el 22 de marzo de 1594, cuando ya se había convertido al catolicismo.